# مسافر غریب
مسافر غریب فیلمی به کارگردانی  و نویسندگی یوسف جمادی ساختهٔ سال ۱۳۷۲ است.

## خلاصه داستان
از يك خانواده ي سه نفري دو برادر به نام هاي « محمد » و « محمود » به جبهه مي روند. مدتي بعد خبر شهادت محمد مي رسد و ديگري مفقودالاثر مي شود. مشخصاتي كه همراه جسد است به شهادت محمد دلالت دارد. « زهرا » همسر محمد، كه پرستار نمونه ي بيمارستان است، تمام وقت خود را صرف پرستاري از زخمي ها و ربابه، مادر محمد، مي كند. او به درخواست ازدواج پزشك همكارش جواب منفي مي دهد، تا اين كه همزمان با ورود اسرا خبر اسارت محمد و آزادي قريب الوقوع او مي رسد. افراد خانواده پي مي برند آن كه دفن شده محمود بوده است. اعضاي خانواده و اهالي محل كوچه را براي استقبال از محمد آذين مي بندند، اما با آمدن آخرين گروه از اسرا از محمد خبري نمي شود. سرانجام محمد با تني رنجور و بيمار، بدون هيچ استقبالي، به خانه بازمي گردد.

## بازیگران
- یوسف جمادی
- ملیحه نیکجومند
- رزا آرایش
- مسعود کاتبی
- حسین عمرانی
- ماندانا اصلانی
- حمیده آوینی
- سیامک میرزاآقایی
- سیامک زاهد
- علی کوهپایه
- منصور حمیدی
- منیژه شکیبایی
- محمد انورزاده
- رضا باغبان